# 曾雪明

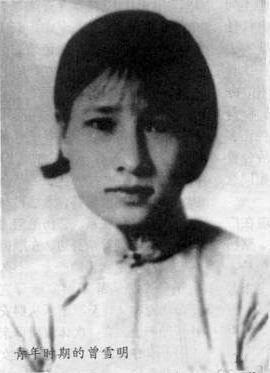
1920年代的曾雪明

曾雪明（1905年10月21日—1991年11月14日），廣東省梅州市客家人，於廣州出生，中國接生員。

## 生平
曾雪明父親曾开华曾经在美国檀香山经商，先后娶过两个妻子，前妻潘氏生有二子一女，继室梁氏生有7女，曾雪明是最小的女儿。曾雪明小時候在廣州讀過私塾，其後又先後在廣州真光小學、廣州第十四國民小學、番禺高小讀過書，1925年畢業於廣州保生助產學校，之後在廣州擔任助產士。
1926年10月18日，胡志明與曾雪明在广州市中心的太平館餐廳舉行婚禮，出席者包括蘇聯顧問鲍罗廷、周恩來夫人鄧穎超、蔡暢、张太雷等。他们在一起生活到1927年4月，蔣介石發動的反共清黨運動波及廣州，胡志明被迫離開中国開始流亡。
1928年，胡志明流亡曼谷期間，曾寫信給曾雪明，當時仍稱曾母為岳母，惟此信被法國情報部門截獲並留檔。資料顯示，曾雪明在1927至1929年是共青團團員。有報道稱，1929至1930年間，曾雪明曾到香港看望胡志明。1930年5月，胡志明去信曾雪明，約她在上海會面，但此信被曾雪明的上司扣起，沒有轉交給她。
1931年6月，胡志明在香港被捕。曾雪明前往旁聽胡志明在香港的審訊，這是曾雪明最後一次見到胡志明。此後香港政府爲了敷衍越法當局，宣佈胡志明已死並秘密釋放了他。
此後胡志明終身未再婚。1946年，胡志明成为越南民主共和国主席，其後曾雪明才從報紙上知道胡志明未死，並且已成爲越南領導人。之後曾雪明多次嘗試通過越南大使館聯絡胡志明，但都無回音。曾雪明被中國官方勸阻前往越南，尽管胡志明也曾经多次尝试与曾雪明联系，但都沒能成功，这对夫妻从来没有团聚。1977年，曾雪明從接生員工作退休，1991年11月14日在广州去世，終年86岁。
由於胡志明推行禁慾主義，按照越南政府官方説法，胡志明终身未婚。不過，當代文史资料提出胡志明1920年代在中国活动时，曾和曾雪明缔结婚姻关系，而两人很快便失散。關於曾雪明和胡志明的關係最早由中國文史研究提出，後來又有研究者在法國保存的海外殖民政府檔案中發現大量佐證。越南政府从未承认曾雪明的存在，並且一直封殺關於曾雪明的報導。
1991年，越南報紙《年輕人報》刊文披露胡志明曾在中國結過婚的消息，其總編武金杏隨即被撤職。2002年，越南政府又封殺了远东经济评论上一篇威廉·J·戴克的书的書評。